# Dennis Hays
Dennis K. Hays (Californië, 1 juni 1953) is een Amerikaans diplomaat. Hij was van 1997 tot 2000 ambassadeur in Suriname.

## Biografie
Hays slaagde voor een bachelor in Amerikanistiek aan de universiteit van Florida en voor een master in bestuurskunde aan de John F. Kennedy School of Government van de Harvard-universiteit. Ook slaagde hij aan het National War College van de National Defense University in Washington D.C. Een tijdlang werkte hij in de staf van het Floridiaanse Congreslid Charles E. Bennett.
In 1976 trad hij in dienst van het ministerie van Buitenlandse Zaken en werd hij uitgezonden naar Kingston, de hoofdstad van Jamaica. In 1979 keerde hij terug naar Washington en werkte hij in de voorhoede van buitenlandse bezoeken van de president en vicepresident. In 1982 werd hij verkozen tot voorzitter van de vakbond Foreign Service Association (AFSA). In 1985 werd hij uitgezonden naar Burundi en in 1988 naar Guyana, waar hij uiteindelijk zaakgelastigde was. Vanuit Washington werkte hij vervolgens op het gebied van Cuba en daarna Mexico.
Op 22 maart 1996 werd hij door president Bill Clinton genomineerd als ambassadeur voor Suriname, en op 28 februari 1997 beëdigd. Zijn geloofsbrieven overhandigde hij op 14 maart 1997 aan de Surinaamse president Jules Wijdenbosch. Hier bleef hij aan tot 14 juni 2000.
In 2000 werd Hays benoemd tot uitvoerend voorzitter van de Cuban American National Foundation. Hij werd tot viermaal onderscheiden met de Superior Honor Award van het ministerie (1981, 1987, 1991 en 1995) en ontving verder de Meritorious Honor Award (1979).